# Raoul Verfeuil
Raoul Verfeuil, né à Montauban en (Tarn-et-Garonne) en 1887, est élu en 1921 au Comité directeur du Parti communiste (PC). Il meurt le 28 octobre 1927 dans un sanatorium des Landes. En 1922, il avait été exclu du PC et était devenu, en 1924, secrétaire général de l'Union socialiste communiste. 

## Biographie
Avant 1905, Raoul Verfeuil appartient à un groupe de Jeunesse laïque de tendance socialiste. Il redige en 1907 une tribune libre contre la peine de mort dans l'Indépendant à la suite de l'affaire Soleilland. Il fonde la fédération socialiste du Tarn-et-Garonne au congrès de Finhan en 1910 avant de se présenter en 1914 comme candidat socialiste SFIO aux élections législatives, à Castelsarrasin. En 1920, dans le cadre de l'enquête sur le "complot contre l'Etat", il est arrêté mais relâché dans les jours qui suivent. En février, au congrès socialiste de Strasbourg, où il représente la fédération de la Seine, il se prononce contre l'adhésion immédiate à la IIIe Internationale. Avant le congrès de Tours, où il siège, il se range dans le courant "reconstructeur". Mais, lors du congrès, il s'affirme partisan de la IIIe Internationale et rejoint la majorité où se constitue le Parti communiste. Il est élu au Comité directeur du PC en 1921 lors du congrès de Marseille du PC avant d'en être exclu en 1922 par le comité fédéral de la Seine pour avoir publié dans le Matin une convocation qu'il avait adressée aux opposants du Comité exécutif de l'Internationale. Son exclusion est ratifiée par le congrès fédéral de la Seine. Il collabore à La Vague.1923. L’année suivante, en 1924, il devient secrétaire général de l'Union socialiste communiste (USC). Mais, très vite, ré-adhère à la SFIO en entre au comité de rédaction de La Vague l’année d’apres.

## Œuvres écrites
- Fleurs d'avril, poésies, Imprimerie coopérative, 1906
- Peine de mort (Tribune libre,l'Indépendant), 1907
- Pourquoi nous sommes antimilitaristes, Imprimerie coopérative ouvrière, 1913
- Les Syndicats de fonctionnaire, Édition du Populaire, 1920
- L'Apostolat, La Vague, 1927[2]

## Source
- « VERFEUIL Raoul (LAMOLINAIRE Albert, Alexandre, Raoul, dit) - Maitron », sur maitron.fr (consulté le 2 avril 2021) - Dans leDictionnaire biographique du mouvement ouvrier français], Les Éditions de l'Atelier, 1997.